# Alessandro Mussolini
Pour les articles homonymes, voir Mussolini (homonymie).
Alessandro Mussolini (né le 11 novembre 1854 à Montemaggiore di Predappio, dans l'actuelle province de Forlì-Cesena, alors située dans les États pontificaux et mort le 19 novembre 1910 — à 56 ans — à Forlì) est un militant socialiste révolutionnaire italien, proche des idées libertaires. Il est le père du fondateur du fascisme, homme politique et dictateur italien, Benito Mussolini.

## Biographie
Alessandro Mussolini entra en politique en 1873 à l'âge de dix-neuf ans comme militant socialiste révolutionnaire. En 1874, Mussolini prit part à des troubles politiques à Predappio. Mussolini conjuguait ses activités politiques avec son métier de forgeron.
Il suscita l’intérêt des services de police qui le fichent comme « dangereux pour la société et pour la sécurité publique » ; il est soumis à diverses perquisitions et fit en 1878 six mois de prison. Le 25 janvier 1882, il épousa l'institutrice Rosa Maltoni.
Son activité consistait notamment à écrire de brefs articles pour des journaux socialistes romagnols : La Lotta, Il Sole dell’avvenire, Il Pensiero romagnolo. 
En 1882, il joua un rôle décisif dans l’élection comme député d’Andrea Costa, l’un des deux premiers socialistes italiens à siéger à la Chambre.
En 1889, les socialistes de Predappio entrèrent au conseil municipal et Alessandro devient maire adjoint. 
En juillet 1902, à la suite de heurts qui opposèrent à Dovia des partisans de divers candidats aux municipales, bien qu’il fût étranger à l’affaire, il fut envoyé pour six mois en prison. Jugé par la cour d’assises de Forlì, il fut acquitté, mais la détention contribua à la détérioration de sa santé. C’est alors que, son épouse étant morte, Alessandro quitta son village natal pour devenir aubergiste à Forlì où il mourut en 1910, ayant abandonné toute activité politique.

## Idées politiques
Alessandro Mussolini pensait que le gouvernement devait prendre le contrôle des moyens de productions, que les conditions de travail devaient être améliorés et que la classe ouvrière devrait prendre le contrôle de la société. Alessandro Mussolini était lié à la principale figure du mouvement révolutionnaire romagnol, Andrea Costa, avec lequel il entretient des liens d’amitié. Il militait pour un collectivisme libertaire qui ne pourra s’imposer que par une action institutionnelle dont les ouvriers ne seront pas nécessairement les seuls acteurs.
Mussolini admirait les révolutionnaires italiens ayant des tendances socialistes ou humanistes comme Carlo Pisacane, Giuseppe Mazzini, ou Giuseppe Garibaldi. Alessandro Mussolini se sentait proche également des vues anarchistes de Carlo Cafiero and Mikhaïl Bakounine.
Alessandro Mussolini donna à ses deux fils des prénoms révélateurs des inclinations politiques révolutionnaires et anticléricales de leur père. Il donna à l’aîné les trois prénoms de Benito Andrea Amilcare pour : Benito Juárez, révolutionnaire mexicain qui fit fusiller l’empereur mexicain soutenu par Napoléon III ; pour son ami le socialiste Andrea Costa ; pour Amilcare Cipriani, mazzinien, garibaldien, communard, maintes fois emprisonné et exilé. Il donna au cadet celui d’Arnaldo, pour Arnaud de Brescia, disciple d’Abélard, chef de l’insurrection contre le Pape en 1145 et fondateur d’une république romaine inspirée du modèle antique.
Selon Pierre Milza, Mussolini est l’héritier d’une gauche jacobine socialisante incarnée en France par Babeuf et en Toscane, France et Suisse par Buonarroti, conjuguant radicalisme républicain, communisme utopique et patriotisme révolutionnaire.

## Influence sur Benito Mussolini
Benito Mussolini dira à Yvon de Begnac : « Mon socialisme est né bakouniste, à l’école du socialisme de mon père, à l’école du socialisme libertaire de Blanqui. » Alessandro Mussolini eut en effet une grande influence politique sur son fils. Il façonna sa culture politique par les conversations qu’il a eues avec lui, par les livres qu’il lui fit lire très tôt, par les textes que lui-même rédigeait pour les journaux socialistes locaux.
Alessandro Mussolini avait l’habitude de lire à ses enfants des passages entiers du Capital de Karl Marx, que, selon son fils, il « appliquait avec le bon sens qui le caractérisait et un réalisme rigoureux à la situation sociale et politique de l’époque, et particulièrement à celle de la Romagne. » Les enfants d'Alessandro Mussolini étaient fiers de l’hospitalité que leur père offrait depuis toujours aux militants socialistes recherchés par la police.
Alessandro Mussolini inculqua durablement à son fils aîné l'idée qu’il se faisait lui-même du socialisme et de la société future : libertaire, républicaine, socialiste, anticléricale. On retrouve ces idées dans les premiers engagements de Benito Mussolini au parti socialiste italien, conjugué avec le syndicalisme révolutionnaire ; les influences républicaine, socialisante et dans une moindre mesure anticléricale se retrouvent dans le premier fascisme de 1919 avant le rapprochement avec les élites traditionnelles italiennes et l'alliance avec les partis de droite de 1920, puis dans le fascisme de la République sociale italienne entre 1943 et 1945.